# Félix Ulloa (1929-1980)
Félix Antonio Augusto Ulloa (Chinameca, 7 de septiembre de 1929-San Salvador, 29 de octubre de 1980) fue un ingeniero industrial y académico salvadoreño, rector de la Universidad de El Salvador (UES), (1979-1980), presidente del World University Service (WUS), (1980) y vicepresidente de la Asociación Internacional de Universidades (IAU), (1980).
Ulloa desempeñó varios cargos al interior de la Universidad de El Salvador (UES). En 1969 fue nombrado Director de la Escuela de Ingeniería Industrial, en 1970, electo Decano de la Facultad de Ingeniería y Arquitectura. Ulloa, representaba la visión progresista de los estudiantes y docentes que le propusieron para ese cargo.
Durante la ocupación militar de la UES en 1972, Ulloa fue capturado en la Facultad de Medicina junto a varios miembros del Movimiento Nacional Revolucionario, MNR, del cual era miembro fundador. Por su militancia política, sufrió el exilio académico de la UES mientras duró la administración del Consejo de Administración Provisional de la Universidad de El Salvador, CAPUES.
En 1979, después de haberse desempeñado como Jefe de Planificación durante el rectorado del Dr. Eduardo Badía, fue elegido Rector, cargo que desempeñaría hasta su muerte, ocasionada por un atentado perpetrado por grupos paramilitares ilegales el 28 de octubre de 1980.

## Sus orígenes
Félix Ulloa nació en Chinameca del departamento de San Miguel, el 7 de septiembre de 1929. Eran tiempos difíciles aquellos. La gran depresión que a nivel mundial abatía al capitalismo, se agravó en esa región donde gente agobiada por la escasez de alimentos, se lamentaba de una plaga de langostas que había azotado parte de la zona oriental de El Salvador, barriendo con las cosechas de los distintos cultivos, especialmente de maíz. La ciudad igual que el resto del país y de todos los países que sufrían los efectos de la crisis mundial, estaba contraída económicamente. El patrimonio de los habitantes de la región, además de los pequeños cultivos agrícolas para el autoconsumo y el mercado local, era fundamentalmente las plantaciones cafetaleras que desde la cordillera Tecapa/Chinameca hacían resaltar algunas elevaciones que fueron bautizadas como el Cerro El Tigre, el Cerro El Imbo, la Laguna del Pacayal, hasta Chambala, donde iniciaba una planicie conocida como Las Placitas, ya en la faldas del majestuoso Volcán Chaparrastique, de San Miguel.
A esa fresca ciudad había llegado en calidad de Juez de Primera Instancia, el Dr. Adolfo María Eguizábal y Moran. Oriundo del departamento de Ahuachapán y graduado de la Universidad San Carlos de Guatemala; este abogado bastante contestatario fue nombrado en una judicatura lejos de su ciudad natal, prácticamente al otro extremo del país, como castigo por sus opiniones contrarias al régimen oligárquico imperante en la época.
El joven abogado se instaló en el Barrio Dolores, desde donde caminaba hasta la casa de bahareque que albergaba los tribunales; valga decir los juzgados de Paz y el único de Primera Instancia del Distrito Judicial, pues en la ciudad de Chinameca como una de las dos cabeceras de Distrito del Departamento de San Miguel, funcionaba este importante tribunal de justicia. Las modestas instalaciones donde se ventilaban casos civiles y penales de las distintas localidades circunvecinas, no tenía pretensiones de ser un Centro Judicial.
En una de sus caminatas por la calle principal del Barrio San Juan, situado en la parte alta de la ciudad, dirigiéndose hacia “La Pilona” donde terminaba el empedrado y comenzaba la calle de tierra, que conducía al cerro El Imbo, se encontró con una joven cuya belleza lo deslumbró y en el acto quedó prendado de ella. La joven se llamaba Ana Josefa Ulloa y en su partida de nacimiento decía que había nacido en San Alejo el año 1901. A la fecha rondaba los veinticinco años de edad.
Sin la venia de su madre, que la consideraba casadera con alguno de los pretendientes locales, la joven Ana Josefa se fue a convivir con el juez bajo la promesa que se casarían en Ahuachapán, cuando él resolviera sus inconveniencias políticas que lo distanciaban de su ciudad y de su familia. Antes de que sus gestiones para retornar a su ciudad natal prosperaran, lo trasladaron a la jurisdicción de Santiago de María, Distrito del departamento de Usulután.
Transcurría el año 1933, El Salvador se convulsionaba por los sucesos acaecidos en la Zona Occidental, donde levantamientos campesinos habían sido reprimidos con brutalidad por el recién iniciado gobierno del general Maximiliano Hernández Martínez. “El tirano de las aguas azules”, como se le conoció posteriormente, llegó  decidido a combatir todo tipo de movimiento reivindicativo. Cualquier opositor a su gobierno era acusado de comunista e inmediatamente sufría las consecuencias que podían ir desde el ostracismo social, la persecución y la cárcel, hasta el exilio o la muerte.
El triunfo en las elecciones del recién fundado Partido Comunista Salvadoreño ,PCS, así como la elección del laborista Ing. Arturo Araujo, en 1931 y su programa reformista, habían exacerbado las contradicciones con las clases dominantes, especialmente las vinculadas a los grandes latifundios, entre ellos por supuesto las grandes plantaciones de café. Las comunidades indígenas que se alzaron en 1932, tenían la remota esperanza de recuperar las tierra comunales que décadas anteriores se les habían confiscado mediante la ley de extinción de ejidos.
En Santiago de María, el joven juez con su compañera de vida y su pequeño hijo, vivían una vida tranquila, hasta habían comprado una serie de inmuebles gracias a cierta holgura económica que la práctica del notariado, le facilitaba. En esa época los jueces podían cartular, es decir autorizar actos notariales y escrituras públicas, utilizando sus propios libros de Protocolo, autorizados por la Sección de Notariado de la Corte Suprema de Justicia. Pero esa idílica existencia no podía perdurar en una sociedad cerrada y conservadora, donde familias vinculadas a la producción y procesamiento del café a escalas industriales, ambicionaban extender sus plantaciones despojando a pequeños propietarios campesinos.
En uno de esos conflictos, el juez probo y de convicciones democráticas, falló en contra de una de esas poderosas familias de esa ciudad. Hubo gestiones privadas para que cambiara su veredicto, las cuales no tuvieron ningún éxito, luego presiones directas, que tampoco prosperaron. Entonces se utilizó el mecanismo que no podía fallar y lo acusaron de enemigo del gobierno. Cuando fue destituido del cargo, le cancelaron el Libro de Protocolo de Notario y lo encerraron en la cárcel. Varios amigos le ofrecieron a Ana Josefa que con la venia de las autoridades locales, simularían una fuga y que el doctor debería salir hacia Honduras, El plan debía ejecutarse antes de que lo fueran a trasladar a San Salvador, donde ya no le podrían ayudar; esa misma noche, los caballos y aparejos para el viaje estarían listos y esperándolos a la salida del pueblo.
A la hora del almuerzo, junto con la comida que le había preparado, le llevó la noticia a la cárcel y le expresó su decisión de seguirlo en el viaje a Honduras o de regresar a Chinameca con su pequeño hijo al seno de su familia y reunirse luego. La respuesta fue tajante. No iba a huir como un delincuente por haber realizado un acto de justicia, como era la resolución de un conflicto de tierras, que además estaba basado en la ley. Por lo tanto, enfrentaría su traslado a la Penitenciaría Central en San Salvador, hecho que sucedió días más tarde. Se lo llevaron “por cordillera”  como solían hacer con peligrosos delincuentes o con los reos desafectos al gobierno. Cuando le comunicaron que iría por cordillera, solo pidió que le permitieran traspasar sus bienes a Ana Josefa, pues estaba casi seguro que le aplicarían “la ley fuga”.
Ana Josefa tuvo que regresar a Chinameca, dejar al niño de 4 años de edad con su abuela y comenzar a vender los inmuebles que poseían para poder cubrir los gastos que implicó aquel traslado a la capital y las costas de un largo proceso que duraría años.
Cuando el Dr. Eguizábal y Moran salió de la cárcel no sobrevivió ni un año en libertad: falleció a los seis meses dejando huérfano a su único y menor hijo.

## Su infancia y juventud
La niñez de Félix Antonio, como se le comenzó a llamar en Chinameca, la pasó al lado de su abuela materna Justa Ulloa, con quien vivía dentro de muchas limitaciones ya que el pequeño capital acumulado por su padre se fue gastando mientras duraba su cautiverio en la Penitenciaría Central de San Salvador. Lo único que se salvó de su patrimonio fueron algunos libros de su biblioteca, que el menor leía con avidez. Su nombre Augusto prácticamente desapareció con la muerte de su padre, pues había sido el Juez el de la idea de ponerle ese nombre, además del Antonio por la devoción de su madre a San Antonio, ambos padres coincidían en el de Félix pero cada uno agregó el de su particular preferencia. 
Esas limitaciones económicas  lo obligaron a trabajar desde temprana edad, yendo incluso a  cortar café en las fincas del cerro El Imbo y la Laguna del Pacayal. El dinero que obtenía lo utilizaba para la compra de útiles y uniformes escolares para poder asistir a la escuela.
Habiendo mostrado una innata inteligencia y destacándose entre sus compañeros de clase, a los 16 años de edad se graduó de maestro de Instrucción Pública Primaria. Como no tenía la edad de 18 años requerida para desempeñar el cargo de profesor titular, se tuvo que conformar con servir de maestro rural en varios cantones de la zona de Lolotique como el Palón y el Nancito, hasta que, alcanzada la mayoría de edad, fue trasladado a la Escuela Ing. Julián Aparicio de Chinameca.
A mediados de los años 50 ingresó a la Escuela Normal Superior, donde se destacó notablemente. Sus méritos docentes y literarios le valieron varios reconocimientos, entre ellos el haber ganado el premio del concurso en homenaje al Día de las Madres, en 1955 junto con los eminentes profesores: Darío González, Rutilio Quezada, Leticia Delgado y Beatriz de Pérez Gómez. Su obra poética permaneció desconocida hasta 2019, cuando la Universidad “Dr. Andrés Bello” publicó más de doscientos poemas, escritos entre 1947 y 1955. Su manuscrito refleja su impecable caligrafía y el conocimiento tanto de los géneros literarios clásicos como modernos, así como un exquisito léxico y un profundo dominio de las mitologías greco-latinas.
Su incansable espíritu de superación lo empujaba a seguir adelante. Estudiar en la Universidad era su próximo objetivo. Para esa época, además de ejercer la docencia trabajaba como supervisor en la Escuela Nacional de Agricultura, ENA, y el requisito para ingresar a la Universidad era el bachillerato, así que se fue a Costa Rica, se matriculó en el Instituto Omar Dengo, de donde regresó con el título de bachiller.
El inicio de su carrera universitaria como estudiante de la facultad de Ingeniería y Arquitectura, no fue nada fácil. Debía repartir su tiempo en los estudios y la exigente carga académica, con la responsabilidad de mantener a su familia. Para ello tuvo que multiplicarse impartiendo clases en varios colegios de la capital, donde continuó su labor de maestro contribuyendo en la formación de nuevas generaciones de jóvenes. Lo anterior no le impedía dedicarse también a las actividades que el movimiento estudiantil desarrollaba, acompañando las demandas populares contra la dictadura militar, encabezada por el gobierno del Coronel José María Lemus.
El triunfo de la Revolución Cubana en 1959, insufló los  ánimos de lucha del movimiento democrático y revolucionario salvadoreño, que en una búsqueda del hilo de continuidad de las reivindicaciones que habían sido truncadas en 1932 y luego en 1944, pretendía ampliar los espacios abiertos por el golpe de Estado de 1948 conocido como el golpe de los Mayores. A inicio de los 60 los sectores estudiantiles de izquierda se aglutinan en la Federación Estudiantil Universitaria Revolucionaria, FEUR, conducida por el estudiante de Arquitectura Antonio “Tony” Hándal (hermano menor de Schafik Hándal) y Salvador Moncada estudiante de Medicina. Félix Ulloa se incorporó al Movimiento de Izquierda Democrática MID dirigido por Ivo Príamo Alvarenga, y junto al resto de estudiantes universitarios participó en las jornadas que en 1960 terminarían con el derrocamiento del Coronel Lemus y la instauración de la Junta de Gobierno, a finales de octubre de ese año. Eran tiempos de cambio y la Universidad experimentaba ese proceso.
Víctor Valle que en esa época pertenecía al Frente Universitario de Estudiantes Revolucionarios, FURIA, y luego militaría junto a Ulloa en el Movimiento Nacional Revolucionario, MNR, partido afiliado a la Internacional Socialista, recuerda esa época así: “A mediados de 1962  AGEUS designó a un comité para presentar candidatos a Rector y decanos de la UES así como para construir un planteamiento de Reforma Universitaria. Lo integraban por Derecho Salvador Navarrete, Albino Tinetti, e Ivo Príamo Alvarenga; por Economía Antonio Osegueda, por Medicina Miguel Ángel Sáenz Varela; y Víctor Valle por Ingeniería”. A este Comité pro Reforma Universitaria se unía los dirigentes del PCS, Roberto Castellanos Calvo y Schafik Handal.
El 17 de diciembre de 1962, la Asociación General de Estudiantes Universitarios Salvadoreños (AGEUS), organización estudiantil que aglutinaba al 100% de los estudiantes universitarios de la UES, que en esos años era la única universidad existente en el país, realizó una demostración por el centro capitalino que concluyó en el parque Libertad. El propósito era presentar su candidato para las elecciones presidenciales en las que competiría con el candidato del PCN, el coronel Julio Adalberto Rivera. El candidato apareció en una de las carrozas, era un burro con un letrero, que decía: “Este burro es coronel. Este coronel es burro.” Y seguido por una manta que indicaba: “salvadoreños, por el bien del país, NO VOTES.”

## Su vida profesional y su participación política
Al terminar la carrera de Ingeniería Industrial, en atención a sus altas calificaciones fue seleccionado por el programa LASPAU  para realizar estudios de maestría en el Instituto Tecnológico de Georgia (el famoso Georgia Tech) de Atlanta, Georgia, Estados Unidos. Regresó al país en 1968, y meses después en 1969 se le nombró Director de la Escuela de Ingeniería Industrial de reciente creación, en 1967. Un año más tarde, en 1970 fue elegido Decano de la Facultad de Ingeniería y Arquitectura, propuesto por estudiantes del MID y del FURIA y docentes progresistas, en unas elecciones generales donde la izquierda ganó las elecciones en la Universidad. Fabio Castillo fue elegido decano de la Facultad de Ciencias y Humanidades, Rafael Menjívar electo rector, Luis Ernesto Arévalo, fiscal general, Miguel Sáenz Varela, secretario general y José Napoleón Rodríguez Ruiz, vicerrector. 
El Salvador se conmocionaba entre los vaivenes de la Guerra Fría: por una parte la dictadura militar había evolucionado de la represión gorilesca típica de los gobiernos latinoamericanos a una lucha contrainsurgente basada en la doctrina de la Seguridad Nacional con la que los Estados Unidos pretendían combatir los movimientos revolucionarios inspirados en el triunfo de la revolución cubana, así como todo movimiento democrático o reivindicativo de las clases trabajadoras, que eran asociados inmediatamente al expansionismo soviético.
Para esa época, y desde mediados de la década de los 60s, las ideas de la Doctrina Social de la Iglesia habían cuajado en un sector de la juventud, que con audacia se reproducía en colegios católicos y en la misma Universidad. En el ámbito nacional ya habían logrado concretarse en el Partido Demócrata Cristiano (1963). También las ideas socialistas y comunistas se desarrollaron durante la administración del coronel Julio Adalberto Rivera (1962/1967). El Ing. Félix Ulloa se sumó a un grupo de profesionales que encabezados por Rodrigo Velásquez Gamero fundaron el Movimiento Nacional Revolucionario, MNR, entre ellos el Dr. Marco Antonio Vásquez, el señor Rogelio Salinas –un caficultor de Ahuachapán-, el Dr. Daniel Ríos Lazo y el Dr. Antonio Rosa -de San Miguel-, el Dr. Pablo Cerna de Usulután; el Dr. Mariano Alegría de Nueva Guadalupe, el Dr. Ivo Príamo Alvarenga de Berlín,  el Ing. Raúl Valiente Argueta, el Ing. Hugo Navarrete, el Dr. Julio César Oliva, Dr. Fernando Martin Espinoza, el Dr. Jorge Sol Castellanos, el Lic. Rafael Glower Valdivieso, a los que luego se sumaría el Dr. Guillermo Manuel Ungo y el Dr. Héctor Oqueli Colindres.
Para las elecciones presidenciales de 1972, las tres corrientes ideológicas democristianos, socialistas y comunistas, organizados respectivamente en el PDC, el MNR y el UDN, formaron una alianza electoral llamada UNIÓN NACIONAL OPOSITORA, UNO. y con la fórmula integrada por José Napoleón Duarte del PDC y Guillermo Manuel Ungo del MNR, se enfrentaron al partido de la dictadura militar el PCN, que llevaba al coronel Arturo Armando Molina como candidato Presidencial. El MNR ya había probado fuerzas en la contienda electoral de marzo de 1970, cuando presentó al Dr. Melitón Barba encabezando la planilla para la Alcaldía Municipal de San Salvador, en dicha planilla estaba incluido el Ing. Félix Ulloa.
El indiscutible triunfo electoral de la UNO fue denegado por el Consejo Central de Elecciones, CCE, desde donde se había fraguado un descomunal fraude electoral que al final declaró ganador al coronel Molina. Las protestas populares fueron masivas, incluso dentro de las filas castrenses hubo un intento de golpe de Estado liderado por el coronel Benjamín Mejía, habiéndose detenido por algunas horas el presidente de la República general Fidel Sánchez Hernández.
Desde luego en la UES se catalizaba todo ese descontento popular y en el periódico Opinión Estudiantil órgano informativo de la AGEUS, se hacía eco al clamor del pueblo que denunciaba el fraude cometido. Finalmente el 1 de julio de 1972 el coronel Molina tomó posesión de la Presidencia de la República. Su ira contra la UES no se hizo esperar y el 19 de ese mismo mes invadió el campus en una concertada operación del ejército y la aviación, acción que fue amparada por un decreto legislativo que abolió la Ley Orgánica de la UES y destituyó a las autoridades universitarias. Para entonces la Corte Suprema de Justicia había fallado (16 de junio de 1972) declarando la inconstitucionalidad de las reformas a la Ley Orgánica de la UES dando paso al Legislativo y al Ejecutivo para consumar el ataque contra la Universidad, una conjura de los tres poderes del Estado contra la institución que como conciencia crítica de la sociedad, incomodaba al régimen dictatorial de turno.
Al Ing. Ulloa, lo capturaron en la Facultad de Medicina. Se encontraba en una reunión junto con el Dr. Víctor Valle, el Dr. Gerardo Godoy y otros miembros del Movimiento Nacional Revolucionario, MNR. Después de varias horas de cautiverio en la Policía Nacional fueron puestos en libertad, suerte que no corrieron el Rector Rafael Menjivar y otros funcionarios capturados, quienes fueron enviados al exilio.
El gobierno del coronel Molina, después de su inicio represivo contra la UES dio muestras de un giro estratégico en el modelo de dominación. Reformas y represión o reformas con represión fueron la fórmula a emplear. La escalada fascista, como la caracterizarían algunos intelectuales de izquierda, comenzó a desarrollarse mediante reformas sociales y represión masiva (Intentó una reforma agraria junto a matanzas de campesinos en Chinamequita, La Cayetana y Tres Calles), igualmente trató de crear una amplia base social re energizando la organización paramilitar ORDEN a la vez que perseguía y asesinaba selectivamente a los dirigentes populares. Su culminación la vimos el 30 de julio de 1975, cuando se atacó una manifestación de estudiantes universitarios que marchaba en protesta por la invasión del campus del Centro Universitario de Occidente de la UES, en la ciudad de Santa Ana.
En esa masacre cometida frente a las instalaciones del Instituto Salvadoreño del Seguro Social, ISSS, justo en el paso a dos niveles que cruzan la 25 Ave Norte y la hoy denominada Calle Juan Pablo II, el régimen mostró su verdadero rostro fascista donde el movimiento popular se convertía en objetivo militar. La táctica empleada por los efectivos policiales y militares fue una verdadera emboscada a los estudiantes universitarios, las decenas de muertos y desaparecidos testimonió  la saña con la cual el régimen inauguraba una nueva fase de lucha contra los sectores populares que se agudizaría en el siguiente gobierno militar encabezado por el Gral. Carlos Humberto Romero. 
En esa matanza cayeron abatidos por las balas de los militares, decenas de estudiantes cuya cifra entre muertos y desaparecidos nunca se supo con exactitud, la AGEUS reportó  cerca de un centenar, aunque la Defensoría de los Derechos Universitarios de la Universidad de El Salvador en un informe sobre la masacre del 30 de julio de 1975, sostiene que hubo un aproximado de 37 muertos y un número indeterminado de desaparecidos.
Entre los nombres que se han publicado en diversos medios por parte de los familiares y amigos de las víctimas recordamos a Balmore Cortez Vásquez, Reynaldo Hasbún, Ever Gómez Mendoza, Roberto Antonio Miranda, Napoleón Orlando Calderón Grande, Sergio Antonio Cabrera, Carlos Humberto Hernández, María Miranda, José Domingo Aldana, Gilberto Ayala García, Ricardo Cantón García, Daniel Gómez Mendoza, María J. López, Marlene López, Elizabeth Milla, Norma Nolasco, Marta Pineda, Óscar Rodas Lazo y el reconocido dirigente estudiantil Carlos Fonseca, quien lideraba el sector del UR-19.
Durante sus años de ostracismo de la UES, Ulloa, trabajó en cargos gerenciales en empresas multinacionales como la Phelps Dodge de Centro América, en AIP Consultores, en Piscinas del Pacífico. Fue además Consultor de Proyectos Estratégicos de ANDA y fue miembro del equipo de profesionales que planificó y diseñó la construcción de los mercados de la capital, en el consorcio creado por la Alcaldía de San Salvador conocido como COMERSAN; también dirigió la fábrica de textiles “La Estrella”, intervenida por el INSAFI.
En algún momento, dado el reconocimiento público a su capacidad profesional y a las nuevas técnicas administrativas y de planificación estratégica que impulsaba desde su regreso de los Estados Unidos, se le pensó integrar la Consejo Nacional de Planificación CONAPLAN que dependía directamente de Casa Presidencial. Desafortunadamente su pasado político fue un obstáculo y los altos dirigentes del gobierno prefirieron prescindir de sus servicios porque como dijeron en su momento, no paso la prueba del “colorímetro político”.

## Su regreso a la UES
Desde la intervención militar de 1972, la UES era dirigida por los sectores más conservadores de las asociaciones profesionales. El Comité de Administración Provisional de la UES “CAPUES” la había convertido en una institución mediocre académicamente, pues los mejores profesionales fueron alejados de sus cátedras u optaron por tomar distancia. Al mismo tiempo se convirtió en un bastión de lucha por parte de los estudiantes y docentes progresistas. No fue fácil ese periodo de la vida institucional de la UES, mucha sangre corrió en su campus y el demus universitario pago una alta cuota en ese sacrificio.
El decano de la facultad de Ciencias Económicas, Dr. Carlos Alberto Rodríguez fue asesinado brutalmente por los sectores fascistas que entre otros dirigía el decano de la facultad de Derecho Dr. Francisco Vega Gómez. El cuerpo de vigilantes conocido como los verdes o los grises (por el color de sus uniformes) sembraban el terror entre el estudiantado que generó mecanismos de resistencia de todo tipo, algunos de carácter gremial y otros que terminaban en enfrentamientos armados dentro de las instalaciones de la universidad. La represión además de disciplinaria como las expulsiones, iniciadas con la estudiante de derecho la Br. María Teresa Cevallos (quien fue asesinada posteriormente) también se daba a nivel académico, aprobando y reprobando graduandos con criterios eminentemente políticos e ideológicos.
Durante esos años y dada su formación y espíritu docente, el Ing Ulloa creó, conjuntamente con su colega y amigo el Ing. José Juan Interiano, su propio centro de estudios académicos con el nombre de Escuela Superior de Tecnología Administrativa - ESTA, desde la cual impulsó la aplicación de los modernos procesos administrativos que sirvieron tanto en empresas privadas y entidades autónomas como el Instituto Salvadoreño del Seguro Social.
El avance de las luchas populares en nuestro país, que era un reflejo de los sucesos que se desarrollaban en el área, fueron profundizándose hasta culminar con la salida de los profesionales del CAPUES y un nuevo amanecer iluminó  el horizonte de la UES.  El movimiento estudiantil y los docentes progresistas habían logrado sustituir las viejas autoridades, el Lic. José Luis Argueta Antillón fue elegido Rector Provisional. Luego sería sustituido por el Dr. Eduardo Badia Serra, quien en 1979 nombró al Ing. Ulloa como Jefe de Planificación. Sin duda en 1979, la UES abría un nuevo momento político en nuestra historia contemporánea.
Como lo explica Roberto Pineda “Desde la Reforma de Córdoba en 1918, la Universidad y en particular el movimiento estudiantil latinoamericano y caribeño, ha acompañado y a veces dirigido las grandes batallas por la justicia, la democracia y la independencia. Y muchas veces incluso con la participación de sus docentes, trabajadores y autoridades. En nuestro caso los Rectores Sarbelio Navarrete, Napoleón Rodríguez Ruiz, Fabio Castillo, Rafael Menjívar, Félix Ulloa, Miguel Ángel Parada y Luis Argueta representan claros ejemplos de compromiso popular”.
Para entonces, las pequeñas organizaciones guerrilleras formadas a lo largo de la década (FPL en 1970, ERP, 1972 y Resistencia Nacional 1975) se habían convertido en un verdadero poder popular al articularse con amplias organizaciones de masas. Las FPL con el Bloque Popular Revolucionario BPR, el ERP con la Ligas Populares 28 de Febrero LP 28 y la RN con del Frente de Acción Popular Unificado FAPU. Además, el triunfo de la Revolución Sandinista el 19 de Julio de ese año, había creado un ambiente de triunfalismo que inspiraba las cada vez más audaces acciones de estas organizaciones. Las multitudinarias marchas en las calles de la capital, las recuperaciones económicas en los Bancos y los rescates pagados por millonarios y altos ejecutivos extranjeros para el fondo de guerra, la toma de embajadas, los ajusticiamientos a los esbirros del régimen, eran las notas de prensa que acompañaban a los fieros combates que se sostenían en algunas zonas tanto urbanas como rurales. El rostro de una guerra civil comenzaba a asomar en el escenario nacional.
El Ing. Ulloa durante su paso por la Escuela Normal Superior en la década de los 50s, conoció a Melida Anaya Montes con quien cultivó y mantuvo una gran amistad. Cuando la Dra. Montes salto a la vida pública como dirigente del magisterio nacional encabezando junto con Mario López, Isaac Lobo Pérez y Mario Medrano entre otros, las huelgas de “ANDES 21 de Junio” en 1971, la solidaridad del Ing. Ulloa desde la UES fue incondicional. Por ello, no era de extrañar que en 1979 Mélida le brindara su total apoyo en su candidatura a la rectoría de la UES. Además, para entonces ya lo había incorporado a las FPL de la cual ella era una de sus máximos dirigentes.

La carrera hacia la rectoría no fue tarea fácil, la lucha por la hegemonía en el movimiento revolucionario que mantenían las organizaciones político militares se trasladaba a todos los sectores donde pretendían ganar influencia y conducción. La UES no era la excepción. Así que se enfrentaron varios candidatos, los que proponían los camaradas del Partido Comunista que con la salida de José Luis Argueta Antillón había perdido espacio, los que proponían los compañeros de la RN con el Dr. José Napoleón Rodríguez Ruiz a la cabeza y el Ing. Félix Ulloa propuesto por las FPL. Después de varias semanas de infructuosas batallas en el seno de la Asamblea General Universitaria sin que ninguna de las dos principales fuerzas lograra imponer sus candidatos, se llegó a una negociación de la cual salió electo como Rector el Ing. Ulloa como Vicerrector el Dr. Rodríguez Ruiz y como Fiscal el Dr. Jorge Alberto Gómez Arias, hermano del Dr. Doroteo Gómez Arias, de Medardo Gómez Arias y de Pablo Gómez Arias, tres maestros y mártires de Chinameca asesinados por la dictadura 

Busto de Ulloa

## Su gestión como Rector
La conducción de la alma mater en los albores de una guerra civil era un reto a enfrentar más allá de cualquier desafío académico o administrativo. Combinar la excelencia académica que el Ing. Ulloa pretendía impulsar desde el máximo centro de estudios, con las demandas políticas y sociales que se exigían en esos convulsionados días, de una institución que se había caracterizado siempre por ser la conciencia crítica de la sociedad, esta vez agobiada por la urgencia de los hechos y la presión de un pueblo que ya respiraba aires de libertad y democracia, significaba una titánica labor.
El Ing. Ulloa buscó la forma de integrar ambas estrategias. Por un lado fundó el Centro Universitario de Investigaciones Científicas CUIC, donde nombró a Antonio Barba como director y por otro negociaba con los dirigentes de la Coordinadora Revolucionaria de Masas, CRM, para que los eventos que esta desarrollaba en las instalaciones de la UES no rebasaran el límite del derecho de asociación, pues el régimen comenzaba a señalar a la UES como un refugio de los grupos guerrilleros, donde se escondían y guardaban armas para salir a realizar ataques a los puestos policiales e instalaciones militares.
Su lucha por la autonomía universitaria en esas condiciones de gran presión social, lo llevaron a encabezar manifestaciones exigiendo al gobierno la entrega de los correspondientes fondos, cuando mediante una torpe política provocativa, se pretendió asfixiar económicamente a la UES recortando su presupuesto. 
De esa manera la UES se convirtió, gracias a su autonomía y al coraje de sus autoridades, en el único lugar seguro para las reuniones de los movimientos sociales, grupos políticos y otras fuerzas democráticas del país. En su calidad de Rector el Ing. Ulloa firmó el acta de constitución del Frente Democrático Revolucionario. Con la confluencia del Frente Democrático Salvadoreño, FDS, que duró 17 días, y la CRM, el FDR hizo su aparición pública el 17 de abril de 1980.
Durante su mandato se otorgaron dos doctorados honoris causa, uno a Monseñor Oscar Arnulfo Romero y otro al maestro Edmundo Barbero, director por largos años del Teatro Universitario.
El acoso a la UES por parte del régimen se fue intensificando cada día, hasta que el 26 de junio de 1980 en un operativo militar coordinado por el coronel Francisco Elena Fuentes que dirigía la Primera Brigada de Infantería desde el Cuartel San Carlos (situado a pocas cuadras del campus universitario) junto con la Fuerza Aérea que envió helicópteros artillados, iniciaron un artero ataque a la ciudad universitaria, con el pretexto de perseguir a una célula guerrillera que dijeron se había adentrado al campus. El resultado de esta invasión fue desastroso. Quizás la peor que sufriera la UES desde su fundación. Superó en mucho la de septiembre de 1960 cuando funcionaba en el centro de San Salvador y uno de los esbirros con una bayoneta rompió el óleo de Francisco Gavidia que estaba en la Rectoría y otro golpeó en la cabeza al Rector de entonces Dr. Napoleón Rodríguez Ruiz p. y rompió los brazos del Dr. Roberto Emilio Cuellar Milla, quien fungía como Secretario General,  o la misma invasión de 1972, en la cual se limitaron a capturar estudiantes, docentes y autoridades.
Esta ocupación militar además de causar la muerte (filmada por cierto) de un estudiante que agonizando pedía auxilio y la destrucción de la biblioteca central con la quema de libros, al mejor estilo fascista, fue acompañada de un pillaje sin límites. Mobiliario y equipos fueron saqueados y vendidos por los oficiales militares en los primeros días. Luego, los soldados que quedaron custodiando las instalaciones, vendía los vidrios de las ventanas, los lavabos y todo lo que podía comercializase en los alrededores.
El Rector Ulloa no se dio por vencido y comenzó a organizar a la comunidad universitaria, fue entonces cuando en un épico discurso afirmó: “La Universidad no son los edificios, ni los laboratorios, no se detendrá porque la fuerza bruta quiera impedírselo. La Universidad son sus estudiantes, sus docentes, sus trabajadores, somos nosotros, el demus universitario…” y con su amistades logró que en el 5.º piso del Edificio de la Corte de Cuentas le facilitarán el funcionamiento de las autoridades centrales. Se instaló con sus colaboradores y siguió luchando para hacer funcionar las otras unidades académicas. Cuando logró rentar algunas casas para que operaran otras dependencias y programó la primera graduación en el exilio, es decir fuera del campus, en otro emotivo discurso lanzó la frase: “La Universidad de El Salvador se niega a morir”. Desafortunadamente no pudo asistir a esa primera graduación la cual se realizó en un auditorio de la UCA, y en la que se graduaban de médicos su hija Ana Margarita y su esposo José Octavio. 
Esa consigna se convertiría en un grito de batalla después de su magnicidio, y serviría de convocatoria internacional de solidaridad con la UES, por parte de Universidades de todo el mundo.

## Su magnicidio
La comunidad internacional seguía con atención los sucesos que se desarrollaban en el país. El Salvador era noticia en los principales medios de comunicación en los Estados Unidos, Europa, Canadá y otros países. Los focos de rebeldes fueron reprimidos por el gobierno, el cual era apoyado por la Administración de Ronald Reagan que también atacaba la naciente revolución sandinista.
El gobierno puso en marcha el plan Fénix, diseñado para neutralizar el movimiento popular y a los líderes y dirigentes más representativos. En 1980 ya se había asesinado al dirigente democristiano y procurador general de Pobres Mario Zamora y a Monseñor Óscar Arnulfo Romero, además se había capturado a la dirigencia completa del Sindicato de la CEL y STECEL.
La posición del rector Ulloa se fue volviendo más incómoda, ya que fue elegido Presidente del World University Service - WUS, con sede en Ginebra, Suiza; y posteriormente, en Manila, Filipinas se le eligió como Vicepresidente de la Asociación Mundial de Universidades (International Association of Universities IAU), cuya presidencia recayó en el Dr. Guillermo Soberón, rector de la Universidad Nacional Autónoma de México, UNAM la universidad más grande de América.
Además se le concedió el Premio Alternativo de la Paz, en Alemania y justamente cuando se dirigía a recibirlo y a presidir en Ginebra, Suiza, la reunión del Comité Ejecutivo del WUS, el 28 de octubre fue ametrallado por un escuadrón de la muerte, a escasos cien metros del campus universitario, junto con su conductor señor Francisco Alfredo Cuellar Menéndez. 
Dieciocho días antes se había constituido el Frente Farabundo Martí para la Liberación Nacional (FMLN específicamente) el 10 de octubre de 1980. El PRTC se incorporó al FMLN dos meses más tarde, en diciembre de 1980. Culminaba de esta manera un difícil y arduo proceso de unificación de las organizaciones de la izquierda revolucionaria, el cual había iniciado en su más reciente etapa, el 22 de mayo de 1980 cuando se formó la Dirección Revolucionaria Unificada (DRU), en el cual participaron las FPL, el ERP, la RN y el PCS. 
En septiembre de 1980 la RN abandonó la DRU, a causa de las pugnas con el ERP que resurgieron por el caso Roque Dalton y las cuales no habían permitido que inicialmente el ERP se integrará a una instancia de unidad previa conocida como la Coordinadora Político Militar, CPM, creada el 19 de diciembre de 1979 por las FPL, la RN y el PC.
Luego de debates internos y la intermediación de las otras organizaciones, la RN se reintegró a la DRU poco antes de la creación del FMLN, el cual fue dirigido durante un corto periodo inicial por la DRU, hasta que esta desapareció y se formó la Comandancia General integrada por los cinco comandantes en jefe de cada una de las cinco organizaciones.
El rector Félix Ulloa, iba en el vehículo de la rectoría en el asiento de atrás. Realizaba una revisión de las notas para su discurso en Ginebra. Por lo general no ocupaba ni motoristas ni escoltas de seguridad. “El día que me toque, quiero irme yo solo sin comprometer a nadie más”, solía decir cuando se les cuestionaba esa actitud. Por eso siempre se conducía en su vehículo personal. Ese día su vehículo andaba en el aeropuerto manejado por Jorge uno de sus hijos, que había ido a dejar a Mauricio otro de sus hijos quien salía de viaje. En vista de las diligencias propias de su viaje a Alemania y Suiza, pidió el carro de la rectoría el cual era conducido por Francisco Alfredo Cuéllar Menéndez, trabajador universitario quien siempre fue consciente de los riesgos de manejar el carro del rector, dadas las múltiples amenazas que recibía.
El escuadrón que los atacó con cuarenta balas que acabaron en el instante con la vida de Francisco Alfredo creyendo que se trataba del Ing. Ulloa. Al rector a penas lo alcanzó una bala en el pie y otra en la mandíbula. Fue trasladado a un hospital privado, donde se le intervenido quirúrgicamente después que el rector del Externado de San José aceptó cubrir los gastos hospitalarios, pues el rector herido y sangrante no era atendido si alguien no asumía el pago de los servicios. Este centro hospitalario se llamaba entonces Policlínica Salvadoreña y estaba justo al lado del colegio jesuita. Por la noche después de despedir a la familia que lo pasó a visitar, el rector tuvo un infarto que no pudo ser atendido oportunamente por falta de los medicamentos adecuados y murió en la madrugada del 29 de octubre de 1980 a los 51 años de edad.
Sus exequias se celebraron en la catedral Metropolitana. Los líderes del FDR salieron de la clandestinidad y fueron a formar una valla de honor a lado de su féretro. Fue su última aparición en público, pues dos semanas más tarde la mayoría de ellos fueron capturados en las instalaciones del Colegio Externado de San José y ejecutados ese mismo día.
En honor del Rector Mártir el WUS del Reino Unido estableció la Félix Ulloa Memorial Fund, bajo la dirección de John Bevan. Una de sus frases imperecederas ha sido repetida incansable por el demus universitario, coreada por la voz popular, impresa en volantes y manifiestos,  grabada en los muros de nuestras ciudades y en cada piedra de nuestros caminos para recordar a las generaciones futuras, que el sacrificio de los que entregaron sus vidas por una sociedad más justa y solidaria, no fue en vano: “Dichosos los pueblos que recuerdan a sus muertos, pues ellos vivirán para siempre”.
Sus restos descansan en el cementerio Jardines del Recuerdo de San Salvador y su ejemplo inspira a muchos jóvenes humildes que ven en su indómito espíritu de superación un camino a seguir. Con motivo de celebrarse el 25 aniversario de su magnicidio, el 28 de octubre de 2005, la Universidad de El Salvador por medio de sus autoridades de la Asamblea General Universitaria, el Consejo Superior Universitario y la Rectoría a cargo de la Dra. María Isabel Rodríguez, le entregó el doctorado honoris causa y se realizaron actos de conmemoración por parte de las organizaciones estudiantiles; incluyendo una visita al lugar donde fue ametrallado.
El filósofo Armando Oliva, sostiene que la memoria de Félix Ulloa debe motivar la reflexión sobre el pasado, el diálogo sobre la realidad actual y la concertación en la búsqueda de soluciones a las problemáticas del país. “Félix Ulloa fue asesinado cuando el país se sumergía en una guerra resultante de la represión y las profundas desigualdades sociales, y lo recordamos en un clima creciente de insatisfacciones por los graves problemas económicos, sociales, ambientales e institucionales, trece años después de la firma de los Acuerdos de Paz”.
Un retazo de la historia universitaria que es parte de ese gigantesco mosaico llamado Historia Nacional:
El 19 de julio por la mañana llegó la noticia de que el gobierno preparaba una estratagema política para intervenir legalmente la Universidad. Se especulaba cuándo sería. Tal vez para el receso de las fiestas de agosto. El profesor de Medicina, Gerardo Godoy, invitó a una reunión a mediodía, en su oficina, para hablar sobre la grave situación de la universidad. Llegamos Félix Ulloa, asesinado en 1980, cuando era Rector, el Profesor de Agronómica Antonio Barba, el alto empleado de la Rectoría, Ivo Alvarenga, y yo.

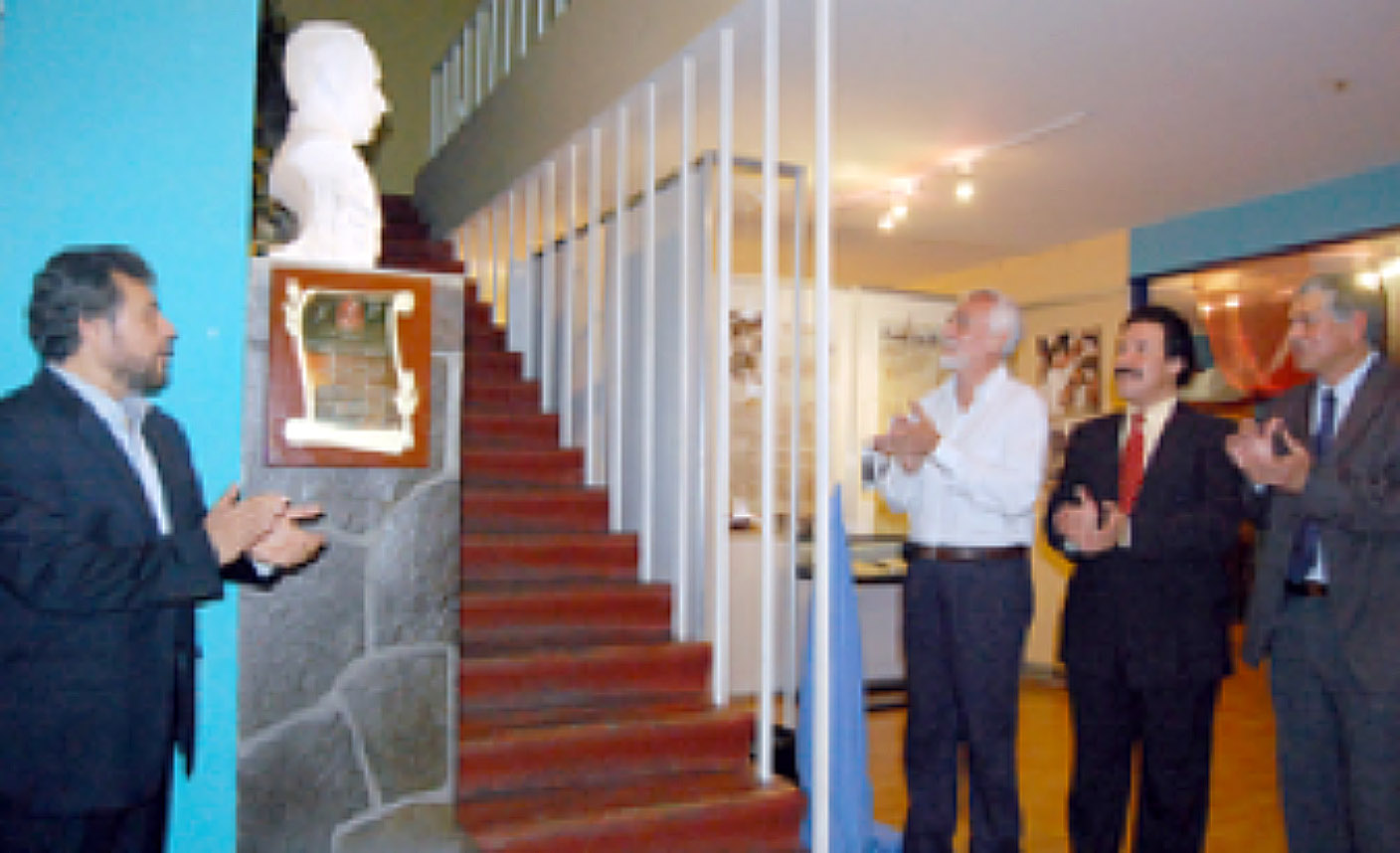
Busto del ingeniero Félix Ulloa, inaugurado en el Museo de la Palabra, el 28 de octubre de 2009.

El Rector era Rafael Menjívar, quien, en un esfuerzo plural dentro de la izquierda, tenía un equipo al cual me incorporé a mi regreso: Miguel Sáenz Varela, secretario general; Pepe Rodríguez Ruiz, vicerrector; Luis Ernesto Arévalo, fiscal general; Eduardo Badía, secretario de Asuntos Académicos; Ivo Alvarenga, secretario de Becas e Investigaciones Científicas. Cada uno con su tonalidad roja o rosada, por lo menos en ese tiempo. Otra lección de la historia sobre la posibilidad del pluralismo en las izquierdas.
Un empleado llegó demudado a la reunión a decirnos que viéramos por las ventanas: la invasión había comenzado. Policía, Guardias, y hombres de civil, con armas largas en ristre, se dedicaban a ocupar edificios. Fuimos capturados y puestos al sol con las manos amarradas hacia atrás. El coronel Alvarenga caminaba alrededor del grupo sometido y pronunciaba una arenga cínica: estoy aquí para protegerles sus derechos humanos, para proteger la autonomía universitaria. Después no andén diciendo que he lavado la sangre con mangueras.

## Legado

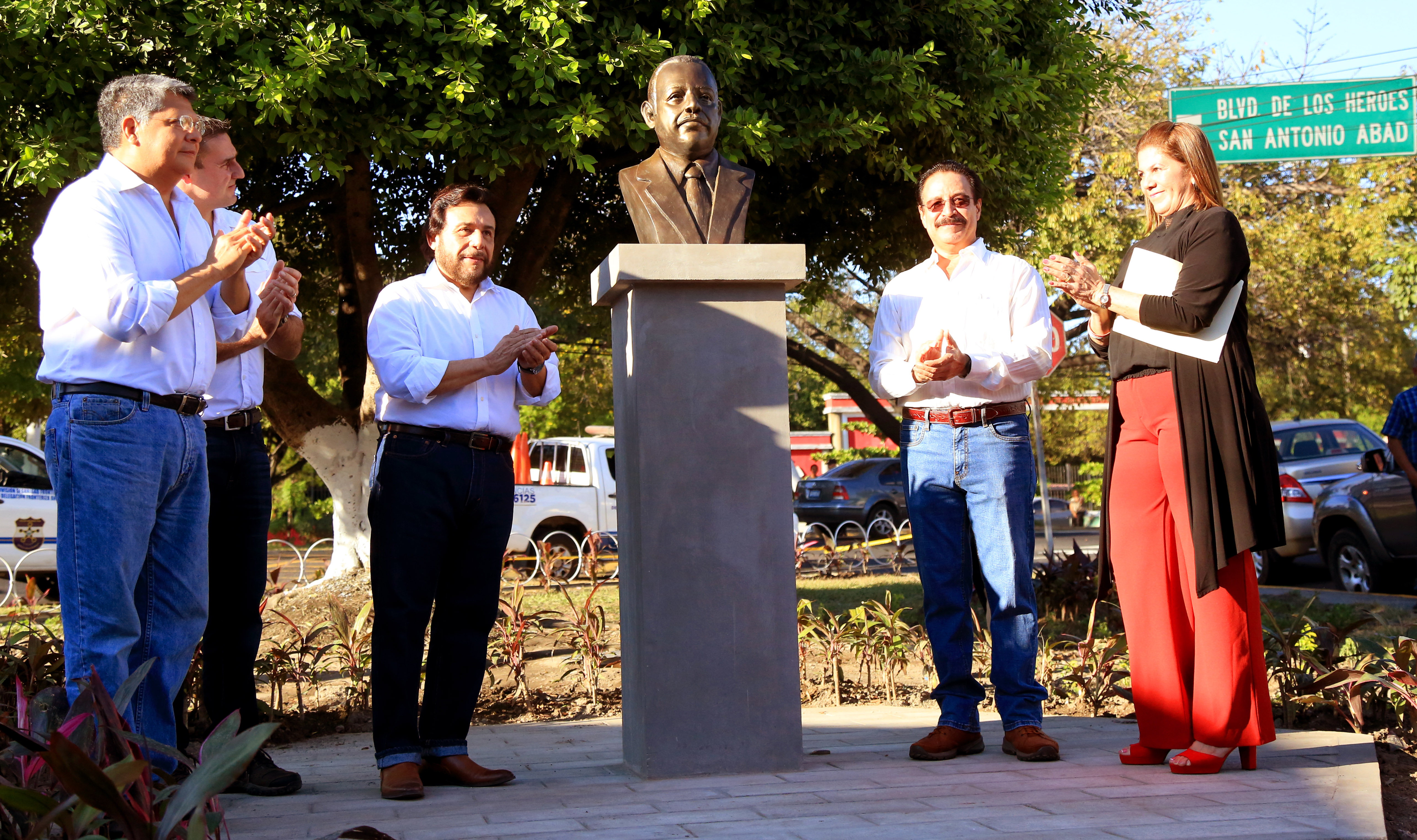
Inauguración Plaza Ingeniero Félix Ulloa, rector mártir de Universidad de El Salvador.

Sus restos descansan en el cementerio Jardines del Recuerdo de San Salvador, con motivo de celebrarse el 25 aniversario de su magnicidio, el 28 de octubre de 2005, la Universidad de El Salvador por medio de sus autoridades de la Asamblea General Universitaria, el Consejo Superior Universitario y la Rectoría, le entregó el doctorado honoris causa y se realizaron actos de conmemoración por parte de las organizaciones estudiantiles; incluyendo una visita al lugar donde fue ametrallado.
El 8 de diciembre de 2019, la alcaldía de San Salvador develó un busto de Ulloa en la plaza que lleva su nombre frente a la entrada sur de la Universidad de El Salvador. Entre los asistentes al evento estuvieron presentes el vicepresidente de la República Félix Ulloa, hijo del mismo nombre de Ulloa, y el alcalde de la ciudad, Ernesto Muyshondt.